# Geocentrophora applanata
Geocentrophora applanata és una espècie de lecitoepiteliat prorínquid. Habita a rierols i estanys de diverses parts del món, com els Estats Units.